# Yllenus pamiricus
Yllenus pamiricus är en spindelart som beskrevs av Logunov, Marusik 2003. Yllenus pamiricus ingår i släktet Yllenus och familjen hoppspindlar. Inga underarter finns listade i Catalogue of Life.